# Хрустални
Хрустални (на украински: Хрустальний; от 1920 до 2016 – Красни Луч) е град в Луганска област, Украйна.
Населението му е 89 688 жители (2005 г., оценка). Намира се в часова зона UTC+2.
Основан е през 1895 г., а получава статут на град през 1926 г.